# Mojang Studios
Mojang Studios (от швед. mojäng «гаджет») — шведский разработчик видеоигр, базирующийся в Стокгольме. Наиболее известна разработкой песочницы и игры на выживание Minecraft, самой продаваемой видеоигры всех времён.
Независимый гейм-дизайнер Маркус Перссон основал Mojang Studios в 2009 году. Во время разработки Minecraft компания называлась Mojang Specifications. Двумя годами ранее Перссон покинул компанию. В конце 2010 года после первого релиза Minecraft Перссон вместе с Якобом Порсером учредили компанию под названием Mojang AB. На должность генерального директора компании назначили Карла Маннеха. Также на работу в компании наняли Дэниела Каплана и Йенса Бергенстена. Успех Minecraft обеспечил Mojang устойчивый рост. Перссон желал покинуть работу над игрой и предложил продать свою долю в Mojang. В ноябре 2014 года компанию приобрела Microsoft. В итоге Перссон, Порсер и Маннех покинули Mojang. В мае 2020 года Mojang переименовали в Mojang Studios.
По состоянию на 2021 год в компании работает около 600 человек. Главой студии является Оса Бредин. Кроме Minecraft, Mojang Studios разработала Caller's Bane, Crown and Council и другие игры франшизы Minecraft: Minecraft Dungeons, Minecraft Legends и отменённую Minecraft Earth. Также Mojang Studios выпустила небольшие игры Cobalt и Cobalt WASD.

## История

### Предыстория и основание (2009—2010)

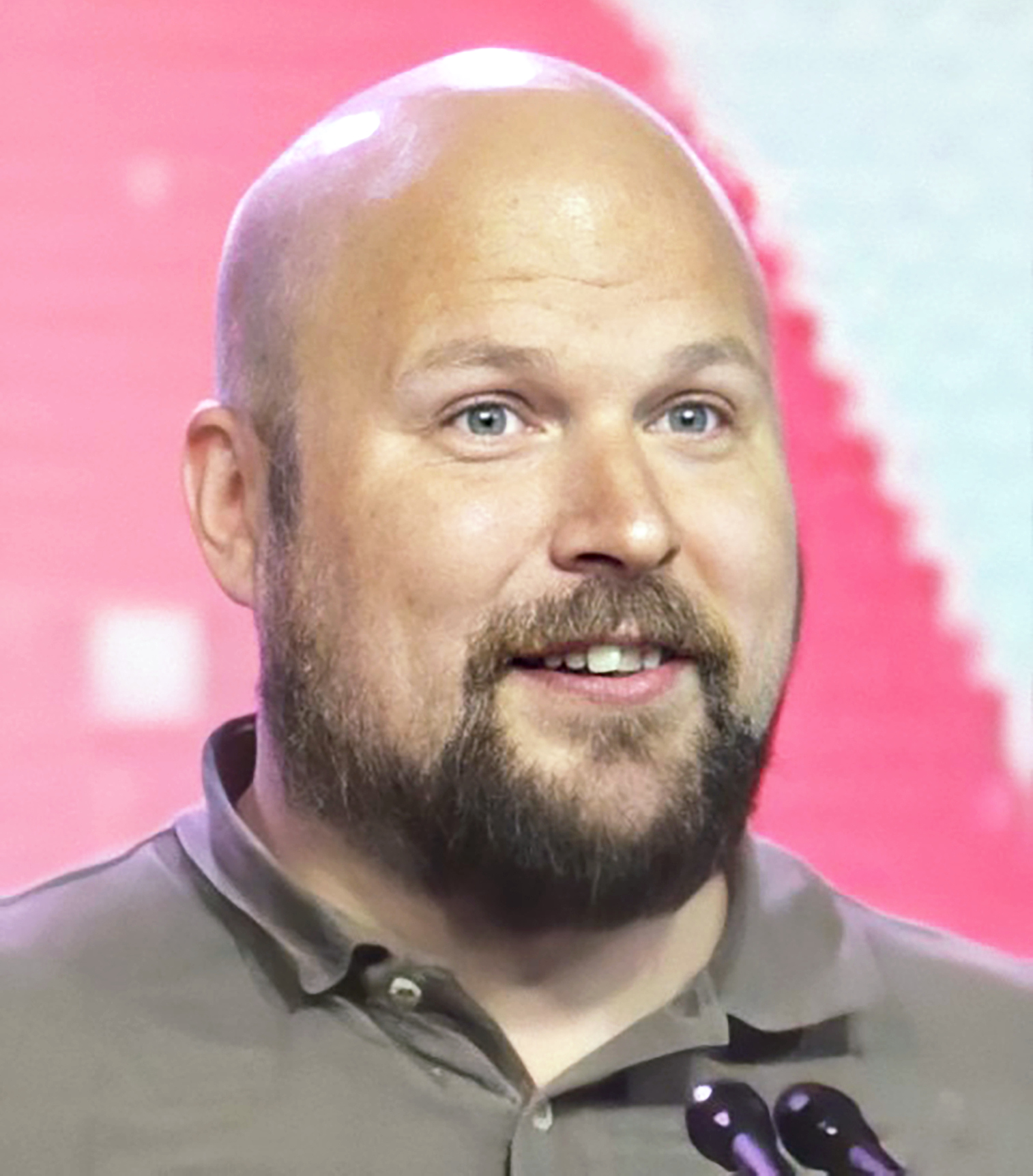
Маркус Перссон основал Mojang Studios в 2009 году

Mojang Studios была основана шведским независимым геймдизайнером и программистом Маркусом Перссоном в 2009 году. Перссон с детства увлекался видеоиграми. Его отец купил Commodore 128, на котором Перссон играл в The Bard’s Tale и ряд других пиратских версий игр. В восемь лет благодаря своей сестре он начал заниматься программированием. В школе Перссон был «одиночкой» и большую часть времени он проводил дома за играми и программированием. В 2003 году Перссон вместе с коллегой Рольфом Янссоном разработал массовую многопользовательскую ролевую онлайн-игру Wurm Online. Во время разработки игры компания носила название Mojang Specifications. В 2007 году Wurm Online начал приносить прибыль и Перссон и Янссон учредили компанию Mojang Specifications AB. Позже в этом же году Перссон ушёл из компании и предложил сменить название. Янссон переименовал компанию в Onetoofree AB, а затем в Code Club AB. Тем временем Перссон начал работать в Midas, которую позже переименовали в King.com, а затем — в просто King. В итоге он разработал 25–30 игр и покинул компанию, когда ему запретили разрабатывать игры в свободное время.
В мае 2009 года Перссон приступил к разработке игры-клона Infiniminer. Первая альфа-версия игры получила название Minecraft и вышла 17 мая 2009 года. Продажи альфа-версии начались 13 июня того же года. Во время релиза игры Перссон снова использовал название «Mojang Specifications». Менее чем за месяц продажи Minecraft были хорошие, что позволило Перссону взять отпуск, а уже в мае 2010 года уволиться из компании. Minecraft продавался исключительно на своём собственном веб-сайте, а Mojang не стал делить доход с другими игровыми магазинами. Поставщик платёжных услуг PayPal заподозрил Перссона в мошенничестве и временно заблокировал его аккаунт.
В сентябре 2010 года Перссон посетил штаб-квартиру компании-разработчика Valve в Белвью (Вашингтон) ради участия в тренинге по программированию и встретился с Гейбом Ньюэллом. Перссону предложили работу в компании, но он отказался. Пока Перссон продолжал работать над Minecraft, его бывший коллега из King.com Якоб Порсер разрабатывал цифровую коллекционную карточную игру Scrolls. Дуэт хотел сосредоточиться на разработке игр и назначил  бывшего работодателя Перссона и менеджера приложения jAlbum Карла Маннеха генеральным директором. Также на работу в компании пригласили бизнес-разработчика Дэниела Каплана, арт-директора Маркуса Тойвонена и ведущего программиста Йенса Бергенстена.

### Дальнейший рост (2011—2013)

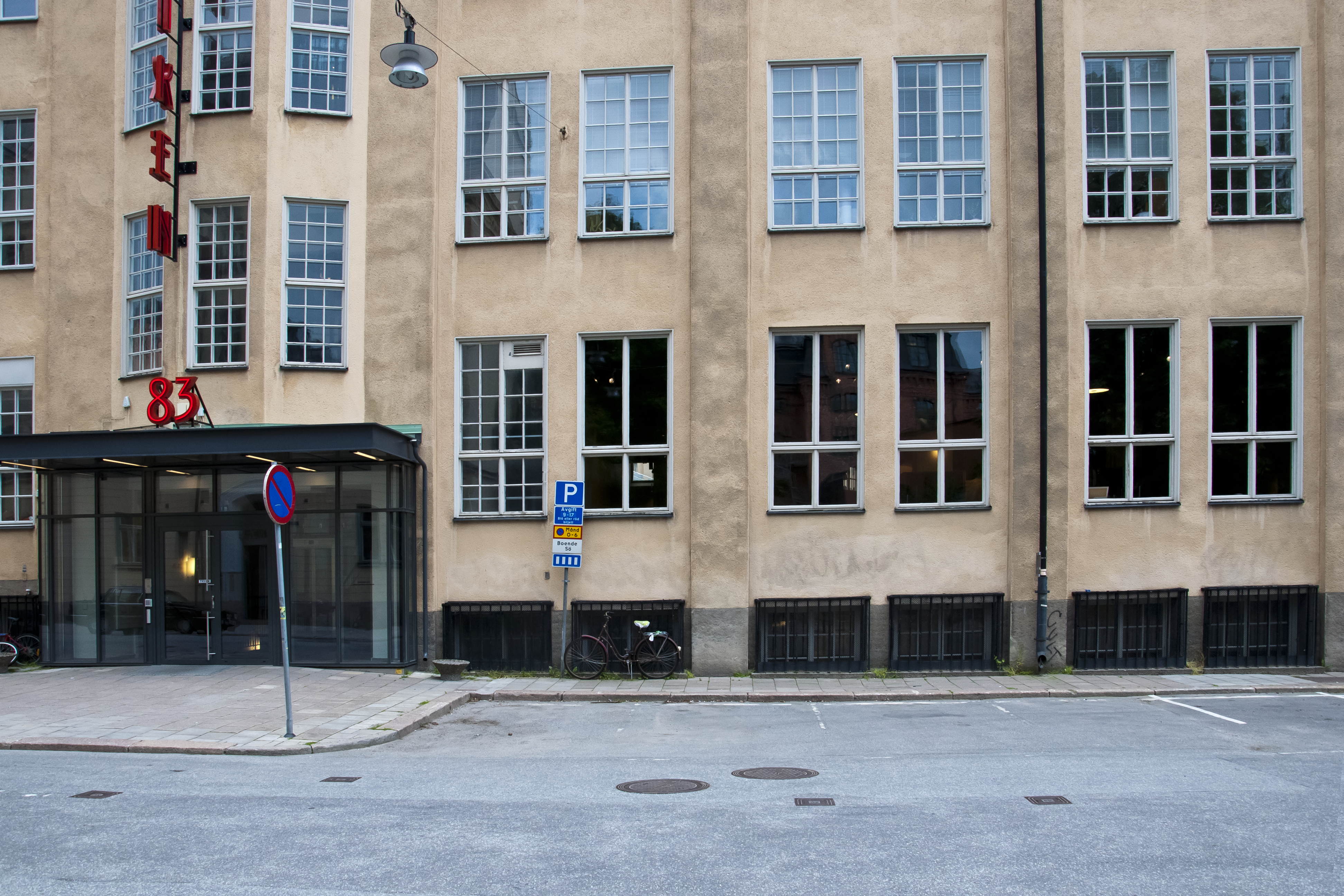
Ранее офисы Mojang располагались по адресу Мария Сколгата, 83 в Стокгольме

В январе 2011 года в Minecraft зарегистрировалось миллион аккаунтов. Через шесть месяцев было зарегистрировано десять миллионов. Успех продолжал расти и заставил Mojang разработать новую версию для мобильных устройств. В марте Mojang анонсировала Scrolls. Попытка студии зарегистрировать название игры как торговую марку привела к спору с ZeniMax Media, которая жаловалась на сходство между названием игры и серией The Elder Scrolls, принадлежащей ZeniMax. После множества запросов Каплан сообщил, что Mojang планирует издавать или совместно издавать игры других инди-игровых студий. Первой игрой стала Cobalt, вышедшая в августе 2011 года от Oxeye Game Studio. Ранняя версия игры вышла в декабре того же года, а полная версия — в феврале 2016 года для Xbox 360, Xbox One и Windows. В ноябре 2017 года Mojang выпустила многопользовательский спин-офф Cobalt WASD для Windows.
В честь полноценного релиза Minecraft Mojang организовала мероприятие Minecon в Лас-Вегасе 18–19 ноября 2011 года. В первый же день состоялась официальная презентация Minecraft. Позже Minecon превратился в ежегодное мероприятие. После релиза Minecraft в декабре 2011 года Перссон передал должность ведущего дизайнера игры Бергенстену. Примерно в это же время Маннех вёл переговоры с венчурными компаниями, в том числе Sequoia Capital и Accel Partners, но отказал им всем, так как Mojang не нуждалась в финансировании. Соучредитель Napster и бывший президент Facebook, Inc. Шон Паркер предложил частное инвестирование в Mojang, но ему ответили отказом. Mojang исключала возможность продажи или превращения в публичную компанию, чтобы сохранить свою независимость, что, как отмечалось, во многом способствовало успеху Minecraft. В марте 2012 года было продано пять миллионов копий Minecraft, а доход составил 80 миллионов долларов. В ноябре в Mojang работало 25 человек, а общая выручка составила 237,7 млн долларов. В 2013 году компания выпустила образовательную версию Minecraft для Raspberry Pi. После истечения срока действия сделки с Microsoft об эксклюзивности относительно доступности консольной версии игры на платформах Microsoft Mojang анонсировала издания игры для приставок PlayStation 3, PlayStation 4 и PlayStation Vita. В октябре должность вице-президента Mojang занял Йонас Мортенссон, ранее работавший в игорной компании Betsson. Также в 2013 году выручка Mojang превысила 330 млн долларов, из которых 129 млн долларов составила прибыль.

### Дочерняя компания Microsoft (c 2014 года)
Scrolls вышла из стадии бета-тестирования в декабре 2014 года, а разработка дополнительного контента прекратилась в 2015 году. Также в декабре Mojang и Telltale Games объявили о совместном партнерстве. По условиям договора, Telltale займётся разработкой эпизодической игры Minecraft: Story Mode, действие которой разворачивается во вселенной Minecraft. В апреле 2016 года Mojang выпустила игру Crown and Council, полностью разработанную художником Хенриком Петтерссоном (нанятым в августе 2011 года), бесплатно для Windows. Mojang намеривалась расширить франшизу Minecraft новыми играми и разработала два спин-оффа: данжен-кроулер Minecraft Dungeons и Minecraft Earth, игру дополненной реальности в духе Pokémon Go. Обе игры анонсировали в сентябре 2018 и мае 2019 года соответственно.
В мае 2019 года в честь десятилетнего юбилея игры была переиздана оригинальная бесплатная браузерная версия Minecraft под названием Minecraft Classic. Тем временем Minecraft разошёлся тиражом в 147 миллионов копий и стал самой продаваемой видеоигрой всех времён. Перссон был исключён из празднования годовщины игры из-за скандальных заявлений, связанных с трансфобией и другими проблемами. В марте вышло обновление Minecraft, в котором убрали упоминания о Перссоне. 17 мая 2020 года в честь одиннадцатилетнего юбилея Minecraft Mojang объявила о ребрендинге. Она переименовалась в Mojang Studios и представила новый логотип. Позже в этом же месяце была выпущена Minecraft Dungeons для Windows, Nintendo Switch, PlayStation 4 и Xbox One. В июне 2022 года Mojang Studios анонсировала экшн-стратегию Minecraft Legends. В декабре 2023 года руководитель студии Хелен Чианг ушла в Xbox Game Studios после шести лет работы. Ей на смену пришла Оса Бредин.

## Проекты

### Игры
- 2011 — Minecraft[46]
- 2014 — Caller’s Bane
- 2016 — Crown and Council
- 2019 — Minecraft Earth[47]
- 2020 — Minecraft Dungeons[48]
- 2023 — Minecraft Legends[49]

### Фильмы и телесериалы
- 2025 — Minecraft в кино
- 2026 — Майнкрафт